# Лазарева, Люциана Васильевна
Люциана Васильевна Лазарева (в девичестве — Лотова; 1928 — 2005) — советский передовик сельхозпроизводства, агроном, бригадир колхоза «Россия» Завьяловского района Удмуртской АССР. Избиралась депутатом сельского Совета Завьялово, депутатом Совета народных депутатов Завьяловского района, депутатом Верховного Совета УАССР четырёх созывов, заместителем Председателя Верховного Совета УАССР.
Герой Социалистического Труда (1966). Почётный гражданин Завьяловского района Удмуртии (1995).

## Семья
Люциана Васильевна родилась 13 июня 1928 года в крестьянской семье удмуртов села Завьялово Удмуртской АССР. Её родители, Василий Иванович (1902 года рождения) и Марфа Ильинична (1905 года рождения), имели 4 класса образования и работали в колхозе «Красный труд» Завьяловского сельского Совета. Отец погиб на фронте Великой Отечественной войны 20 февраля 1942 года под Ржевом. Из пятерых детей семьи Лотовых Люциана Васильевна была самой старшей. С начальных классов она активно участвовала в общественной жизни школы, её избирали звеньевой, старостой, председателем пионерской дружины. Планировала получить образование геолога, но война нарушила эти планы.

## Биография
По окончании в 1943 году курсов счетоводов с 15 лет работала в колхозе «Красный труд» счетоводом вместо погибшего отца. Позднее училась в Пазелинской агрошколе, где всегда удостаивалась повышенной стипендии и даже была избрана секретарём партийной организации. Окончив её в 1953 году, работала агрономом-овощеводом Азинской машинно-тракторной станции, с 1955 по 1959 годы – в той же должности в колхозе «Красный труд», а с 1959 года – агрономом-овощеводом и агрономом-семеноводом колхоза «Россия» Завьяловского сельского Совета. 
В 1964 году Люциана Васильевна возглавила комплексную бригаду в составе 250 человек (механизаторов, полеводов, животноводов), имея 25 тракторов, 12 автомашин, 6 комбайнов, 2550 гектаров пашни, фермы крупного рогатого скота и свиней. В отличие от первого неудовлетворительного с точки зрения производственных показателей года в 1965 году её бригадой был получен невиданный доселе урожай зерновых: гороха по 22,9, озимой ржи — 26,7, пшеницы — 22,4, ячменя — 28, картофеля — 150,4 центнера с гектара.
23 июня 1966 года Указом Президиума Верховного Совета СССР «за выдающиеся успехи достигнутые в производстве и заготовке продуктов сельского хозяйства и высокопроизводительное использование техники» Люциана Васильевна Лазарева была удостоена звания Героя Социалистического Труда с вручением Ордена Ленина и золотой медали «Серп и Молот».
Помимо производственной деятельности Люциана Лазарева вела большую общественную и политическую работу. Она являлась секретарём комсомольской организации колхоза «Россия», с 1972 по 1978 годы — секретарём партийной организации, с 1948 года избиралась депутатом сельского Совета и Завьяловского районного Совета. В 1970 году была избрана депутатом Верховного Совета УАССР.
С 1978 по 1986 годы Люциана Васильевна работала экономистом колхоза «Россия», возглавляя при этом пенсионную комиссию колхоза и являясь членом его парткома и правления. В 1986 году Люциане Васильевне Лазаревой было присвоено звание «Заслуженная колхозница колхоза «Россия». В 1987 году она возглавила Совет ветеранов колхоза, которым она руководила до 1994 года.
Умерла 22 марта 2005 года, похоронена в селе Завьялово Удмуртии.

## Награды
- Медаль «Серп и Молот» (23.06.1966)
- Орден Ленина (1966)
- Медаль «За доблестный труд в Великой Отечественной войне 1941—1945 гг.»

## Книги
- Лазарева, Люциана Васильевна. Земля ждет / Л. В. Лазарева. — Ижевск: Удмуртия, 1977. — 24 с.